# صموئيل جونسون (مؤرخ)
صموئيل جونسون (بالإنجليزية: Samuel Johnson)‏ هو مؤرخ نيجيري، ولد في 24 يونيو 1846، وتوفي في 29 أبريل 1901.